# Pseudocoel
Von einem Pseudocoel wird in der Zoomorphologie gesprochen, wenn der flüssigkeitsgefüllte Körperhohlraum zwischen Entoderm und Ektoderm nicht vollständig von mesodermalem Gewebe umgeben ist, und wenn außerdem während der Embryonalentwicklung keine Verschmelzung von einer sekundären mit der primären Leibeshöhle auftrat (Letzteres wäre ein Mixocoel).
Im Gegensatz dazu besitzen die Acoelomaten keinen entsprechenden Körperhohlraum, während die Eucoelomaten durch einen vollständig von Mesoderm umhüllten Hohlraum, die sekundäre Leibeshöhle oder Coelom, charakterisiert sind.
Tiergruppen mit Pseudocoel werden meist als Pseudocoelomaten zusammengefasst. Im anglo-amerikanischen Sprachraum ist aber auch die Bezeichnung „Blastocoelomaten“ häufig, was mit der Embryonalentwicklung zusammenhängt, also der Entstehung des Pseudocoels aus dem ersten Hohlraum des Keimes, der primären Leibeshöhle oder Blastocoel (mehr hierzu im Abschnitt zur Individualentwicklung).
Schlauchwürmer (Nemathelminthes, früher auch „Aschelminthes“) sind ein Beispiel für Organismen, die ein Pseudocoel entwickeln. Ob Pseudocoelomaten jedoch eine natürliche Abstammungsgemeinschaft bilden, darf bezweifelt werden, wahrscheinlich evoluierte dieser Organisationstyp mehrfach unabhängig. Dies wirft die Frage nach den evolutionären Entstehungsbedingungen eines Pseudocoels auf (mehr hierzu im Abschnitt zur evolutionären Entstehung).

## Entstehung
Entstehung während der Individualentwicklung (Ontogenese):
Ein Pseudocoel entsteht aus der primären Leibeshöhle (Blastocoel), die sich mit dem extrazellulären Raum zwischen den Mesodermzellen vermischt. Die Mesodermzellen werden meistens unter das Ektoderm gedrängt, wo sie Muskelschichten bilden.
Der große Unterschied zum echten Coelom besteht darin, dass die so entstandene Leibeshöhle nicht unterteilt und nicht von einer eigenen mesodermalen Zellschicht umgeben wird. Die Organe liegen frei in der Körperflüssigkeit.
Verschiedene Annahmen zur evolutionären Entstehung (Phylogenese):
Die Evolution eines Pseudocoels wird häufig mit Vergrößerung des Körpers, bewirkt durch Einlagerung von Körperflüssigkeit in Hohlräume, erklärt. Als Beispiel werden Schlauchwürmer angeführt, die bei geringer Körpergröße (mikroskopische Formen) kein typisches Pseudocoel aufweisen (z. B. der zu den Fadenwürmern gehörende Caenorhabditis elegans), bei makroskopischen Formen jedoch über ein ausgeprägtes Pseudocoel verfügen, dessen Füllung als Hydroskelett dient.
Diese Erklärung überzeugt nur halb, da genau so gut der umgekehrte Evolutionsverlauf angenommen werden kann, das heißt ein sekundärer Verlust des Pseudocoels im Zuge einer evolutionären Verzwergung. Das Pseudocoel würde dann ab Unterschreitung einer bestimmten Körpergröße als Hydroskeletteinheit unnötig werden und im immer „enger“ werdenden Gewebe verschwinden.
Im letzteren Erklärungsschema bliebe freilich die evolutionäre Herkunft des Pseudocels im Ausgangsstadium unerklärt. Zwei noch verbleibende Hypothesen wären hier genauer zu durchdenken: 1) Evolution aus einem acoelomaten Stadium, allerdings ohne Zusammenhang mit Körpergrößensteigerung wie in der zuerst genannten Erklärung, 2) Evolution aus einem coelomaten Vorstadium, in dem das Coelom wie beim Mixocoel sekundär aufgegeben wurde, ohne jedoch – wie bei den bekannten Mixocoelomaten – diesbezügliche Spuren während der Embryonalentwicklung, oder in den Adultformen, zu hinterlassen.
Mögliche terminologische Konsequenzen aus den verschiedenen Annahmen zur evolutionären Entstehung
Zu fragen ist, welche terminologischen Konsequenzen sich aus den verschiedenen phylogenetischen Hypothesen ergeben. Wenn „Pseudocoelomata“ mehrfach unabhängig entstanden sind, könnte beispielsweise eine Situation eintreten, in der sich alle drei oben aufgeführten Evolutionsszenarien als richtig erweisen (also die jeweils vorgefundenen Pseudocoelome auf ganz unterschiedliche Weise evoluierten). Spätestens in diesem Fall wäre es angebracht, eine differenzierende Terminologie anwenden zu können.
Bei der traditionell-morphologisch favorisierten Ansicht, dass die pseudocoelomate Organisation aus einer acoelomaten hervorging, spricht nichts dagegen, die Bezeichnung „Pseudocoel“ beizubehalten: Dieser Terminus bringt ja zum Ausdruck, dass die betreffende Leibeshöhle in keinem Zusammenhang mit echten Coelomen steht. Sollte sich jedoch der neuerdings häufig geäußerte Verdacht bestätigen, dass die pseudocoelomate Organisation bei einigen oder gar allen Gruppen aus einer coelomaten Vorstufe evoluierte, wäre es ratsam, 1) die angenommene Verschmelzung von sekundärer und primärer Leibeshöhle durch Verwendung eines eigenständigen Terminus zu kennzeichnen und diesen 2) auch vom Mixocoel-Begriff abzugrenzen, welchletzterer traditionell eine Verschmelzung von Leibeshöhlen in Phylo- und Ontogenese bezeichnet. Diesen beiden Anforderungen würde der in der Literatur bereits manchmal benutzte Terminus Syncoelom entsprechen: Er gibt die Annahme einer evolutionären Verschmelzung von sekundärer und primärer Leibeshöhle begrifflich wieder, auch wenn diese Verschmelzung – im Gegensatz zum Mixocoel – nicht mehr während der Individualentwicklung beobachtet werden kann.
Eine allgemein akzeptierte Terminologie, die den verschiedenen evolutionären Interpretationen des Pseudocoels Rechnung trägt, liegt zurzeit jedoch nicht vor.